# Marcel Frey
Marcel Frey, né le 12 mars 1922 à Colmar et mort le 5 juin 1991 dans la même ville, est un footballeur français.

## Carrière
En 1946-1947, il évolue aux SR Colmar en D2 française. La saison suivante, il signe au FC Nancy, en Division 1.
Pour la saison 1947-1948, il joue en Division 2, à l'OGC Nice. La saison 1948-1949 le voit revenir dans son club formateur, désormais en Division 1. Ainsi, avec Colmar, il joue 29 matchs au plus haut niveau footballistique français. Après le dépôt de bilan des Alsaciens, Frey part au FC Metz, où il joue 14 matchs.
De 1950 à 1952, il retourne en D2. Tout d'abord au RC Besançon, où il joue 7 matchs et marque un but, puis à Amiens, où il joue 29 matchs.

## Vie privée
Il a eu 2 enfants Monique Frey née en 1942 et Christian Frey né en 1955.
Christian Frey à eu 2 enfants David Frey né en 1976 et Nicolas Frey né en 1984.
David Frey à eu 2 enfants Augustin Frey-Trapp né en 2008 et Élisabeth Frey-Trapp né en 2012, Nicolas Frey à eu un enfant Téa Frey-Mat née en 2019.